# Isola di Marmara
L'isola di Marmara (in turco Marmara Adası; in greco Προκόννησος?, Proconnesos) è un'isola turca nel Mar di Marmara.

## Etimologia

Grande sarcofago Ludovisi dal Palazzo Altemps del Museo Nazionale Romano - scolpito in marmo proconnesiano

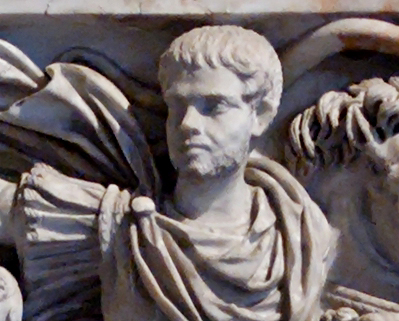
Particolare del sarcofago Ludovisi

Nell'antichità l'isola era chiamata Proikonesos (in greco antico: Προικόνησος?) o Prokonnesos (in greco antico: Προκόνννησος?), latinizzata in Proconnesus. Il nome moderno "Marmara" deriva dal greco μάρμαρον (pr. mármaron) e quello da μάρμαρος (pr. mármaros), "roccia cristallina", "pietra lucente", forse dal verbo μαρμαίρω (pr. marmaírō), "lampeggiare, scintillare, luccicare", perché era famosa per il marmo bianco ivi estratto. Sotto il nome di Proconneso è sede titolare della Chiesa cattolica (la sede è vacante dalla morte dell'ultimo occupante, avvenuta nel 1963), e del Patriarcato ecumenico di Costantinopoli con il nome di metropolia di Proconneso. Il marmo proconnesiano è ampiamente utilizzato in Santa Sofia di Costantinopoli, ed esclusivamente nel sarcofago con le fatiche di Eracle di Genzano ora al British Museum. Inoltre, è stato utilizzato nella Basilica di Massenzio nel Foro Romano.

## Geografia
Con una superficie di 117,8 km² è l'isola più grande del Mar di Marmara ed è la seconda isola più grande della Turchia dopo Gökçeada (nome più antico in turco: İmroz; in greco Ίμβρος?, Imvros). Più o meno simile a un'ellisse, le parti centrali dell'isola sono montuose, mentre il nord e il sud sono generalmente collinari. La zona collinare, che si sviluppa come una fascia a nord, si restringe verso ovest. A est, queste colline che si espandono a est della baia di Badalan raggiungono l'altezza di 337 m. Situata nel sud di questa zona collinare nella parte settentrionale dell'isola, la collina di Karabanlar raggiunge i 346 m e la cresta di Yavuzaki arriva fino a 359 m.
L'area montuosa al centro sale sino a 516 m con la Keltepe a ovest e a 598 m con la collina di Viranköy a est. Il punto più alto di questa zona montuosa e dell'isola è il picco Büyükçayır, che si estende fino a 699 m nel centro-ovest. Verso la costa meridionale dell'isola si estende una zona collinare simile a quella a nord ma co n altezza non superiore a 300 m. Tra le colline a sud-est c'è la pianura di Topağaç, che è un'importante area agricola. Alla base, la sua larghezza media è di 1 km.
L'isola è il centro del distretto di Marmara nella provincia di Balıkesir. Il trasporto è possibile da Istanbul in nave e traghetto, e in motoscafo da Tekirdağ ed Erdek. L'isola di Marmara è piena di tesori storici che ne aumentano l'attrattiva. La città di Mermer Plaj ("Spiaggia di marmo" in Turco) prende il nome dai marmi per i quali la città è famosa e che danno il nome all'isola e al mare circostante. Sull'isola ci sono ancora alcuni vecchi villaggi greci.

## Flora
In alcune zone dell'isola si trovano foreste di pino rosso. La macchia mediterranea è comune nella parte meridionale più arida, mentre la parte settentrionale con copertura forestale è più ricca in termini di vegetazione. Inoltre, l'isola di Marmara è ricca di ulivi.

## Storia
Le testimonianze storiche sulla presenza ellenica sull'isola di Marmara (l'antica Prokonnesos) risalgono alla prima colonizzazione dei greci ionici nell'VIII secolo a.C.. Storie e leggende identificano l'isola come luogo di visita di Giasone e degli Argonauti e con la spedizione ellenica contro Troia. Nel 493 a.C. l'isola fu incendiata da una flotta di Fenici che combatteva per Dario il Grande. 
L'isola fu governata per l'Impero achemenide da un tiranno greco di nome Metrodoro.
Nel 410 a.C. Alcibiade la conquistò per Atene.
Durante la persecuzione di Diocleziano, l'imperatore ordinò l'esecuzione dei manichei di basso ceto, mentre i manichei di ceto elevato furono mandati a lavorare nelle cave di Proconneso o nelle miniere di Khirbat Faynan nell'odierna Giordania.
Durante il regno di Costantino il Grande, nel IV secolo, una parte notevole dell'aristocrazia di Costantinopoli si stabilì per la prima volta sull'isola. Nel 569, molti aristocratici bizantini avevano costruito sull'isola palazzi che consideravano come loro residenza. Il più grande palazzo di questo periodo fu costruito dall'imperatore Giustiniano I. Con l'imperatore arrivò un grande seguito di nobili, guardie di palazzo, commercianti e servitori. Giustiniano costruì a Marmara anche un grande convento, uno dei più antichi della storia. La presenza reale bizantina sull'isola era rafforzata attraverso il forte legame con il Patriarcato di Costantinopoli. Durante la maggior parte della sua storia, l'isola fu chiamata "Proikonnesos" ("isola della dote reale") e "Prinkipo" ("isola dell'aristocrazia").
L'isola servì come luogo di esilio, soprattutto per il clero: vi furono esiliati fra gli altri Stefano il Giovane nel 754, il patriarca Michele Cerulario nel 1058, il patriarca Arsenio Autoreiano nel 1264.
Il 4 gennaio 1935 alle 16:41:29 ora locale, un terremoto colpì l'isola di Marmara e le isole vicine di Avşa e Paşalimanı, provocando cinque morti e 30 feriti; diversi villaggi andarono distrutti.

## Economia
Il marmo è ancora la principale merce di esportazione dell'isola. Le antiche cave nei pressi della cittadina portuale di Saraylar sono ancora oggi conservate e sono in funzione fin dall'epoca ottomana. C'è un piccolo museo all'aperto, che ha in esposizione soprattutto i semilavorati di marmo. Si coltivano anche olive e uva da vino.

## Popolazione
Dalla caduta dell'Impero Bizantino fino alla fine del periodo ottomano, l'isola fu popolata quasi esclusivamente da greci ortodossi. A partire dal XVII secolo sull'isola vivevano alcuni turchi e un numero relativamente elevato di ebrei; la maggior parte di questi erano sefarditi che avevano lasciato la Spagna dopo essere stati cacciati dall'Inquisizione.  Durante la prima guerra mondiale, nel giugno 1915 gran parte della popolazione, accusata dal governo ottomano di aiutare i sommergibili alleati, fu costretta a lasciare l'isola per andare sulla terraferma su ordine di Moura, governatore turco dell'isola. E, dopo la guerra, in seguito al trattato di Losanna del 1923 e allo scambio di popolazioni tra Grecia e Turchia, tutti i greci rimasti originari dell'isola di Marmara emigrarono in Grecia e in altre località del mondo. La diaspora greco-ortodossa dell'isola si è insediata principalmente a Nuova Marmara, nell'isola di Eubea, in Grecia e nella città greca settentrionale di Salonicco. Inoltre, il Canada, l'Australia e il Sud America divennero destinazioni popolari per l'immigrazione greca dell'epoca. Molti degli ex residenti ebrei si stabilirono nelle città nordamericane di New York, Los Angeles, San Francisco, Portland (Oregon) e nella zona di Seattle/Tacoma. Molti degli attuali abitanti di Marmara Adasi sono discendenti dei turchi emigrati dalle isole greche durante i trasferimenti di popolazione degli anni '23. Alcune delle persone che attualmente vivono sull'isola sono originarie di Creta, alcune della Grecia settentrionale e alcune di diverse città della Turchia.
- Marmara, la cittadina principale (greco;  Marmara e Proconnesus); popolazione 2183. Gli abitanti sono di Creta / Grecia
- Çinarli (greco; Galemi); popolazione     503, 7 Km, Gli abitanti sono di Rize / Turchia
- Gündoğdu (greco; Prastos); popolazione     278, 4 Km. Gli abitanti sono di Kastamonu / Turchia
- Topağaç (greco; Kılazaki); popolazione     518, 12 Km. Gli abitanti sono del nord della Grecia
- Asmalì (greco; Aftoni); popolazione     237, 18 Km. Gli abitanti sono di Kastamonu / Turchia
- Saraylar (greco; Palatia); popolazione 2687, 24 Km. Gli abitanti sono di Kastamonu, Rize e Trabzon / Turchia

## Veduta panoramica

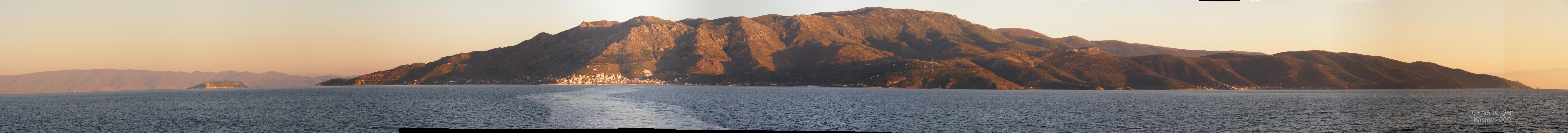
Veduta dell'isola